# Te deseo lo mejor
Te deseo lo mejor, también conocido como The Simpsons, Bad Bunny — Te Deseo Lo Mejor, es un cortometraje de animación y videoclip de 2021 basado en la serie de televisión de animación Los Simpson. La película presenta una canción homónima del cantante puertorriqueño Bad Bunny, del álbum de estudio El último tour del mundo, de 2020. La película fue dirigida por el director supervisor de la serie, David Silverman, y está protagonizada por el elenco español latinoamericano habitual de la serie: Humberto Vélez como Homero Simpson, Claudia Motta como Marge Simpson y Bad Bunny como él mismo. El cortometraje se estrenó el 24 de diciembre de 2021 en el canal de YouTube de Bad Bunny, donde cuenta con 129 millones de visitas. El 31 de diciembre de 2021, se añadió a Star+.

## Recepción
Rich Knight de Cinema Blend clasificó Te deseo lo mejor quinto de siete en su top de cortos Disney+ de Los Simpson, afirmando "No hay nada especial en la trama. Pero, hay algunos gags bastante divertidos en este, como Homero caminando por los setos hacia atrás, que se convirtió en un famoso GIF, y Bad Bunny (que ahora es también un luchador bastante bueno), pisoteando el teléfono de Homero para que Homero y Marge se reconcilien. Es mucho más gracioso de lo que tenía que ser, todo sea dicho".